# Alvarado (Texas)
Alvarado ist eine City im Johnson County des Bundesstaats Texas in den Vereinigten Staaten von Amerika und gehört zum Dallas-Fort-Worth-Metroplex. Das U.S. Census Bureau hat bei der Volkszählung 2020 eine Einwohnerzahl von 4.739 ermittelt.

## Geographie
Die Stadt liegt im Nordosten von Texas am in Nord-Süd-Richtung verlaufenden U.S. Highway 35, ist im Norden etwa 120 Kilometer von der Staatsgrenze zu Oklahoma entfernt und hat eine Gesamtfläche von 10,1 km², wovon 0,1 km² Wasserfläche ist. Die Entfernung nach Dallas im Nordosten beträgt etwa 65 Kilometer.

## Geschichte
Alvarado ist die älteste Stadt im Johnson County. Im Winter 1849 siedelte zuerst William Balch in dieser Gegend. 1851 steckten er und ein befreundeter Siedler, G. H. Sigler, ein kleines Gebiet für die neue Siedlung ab. Der erste Sheriff der Ansiedlung wurde A. H. Onstoot, der im Mexikanisch-Amerikanischen Krieg in Alvarado, Veracruz, Mexiko gekämpft hatte und in Gedenken an diesen Krieg wurde die Ansiedlung Alvarado benannt. Im Sommer 1854 lebten in dem Ort bereits 100 Familien und ein Postbüro wurde eröffnet.
1881 erreichten die Schienen der Gulf, Colorado and Santa Fe Railroad und der Missouri, Kansas and Texas Railroad den Ort und die Einwohnerzahl stieg in wenigen Jahren auf 1000 an. 1880 gab es mehrere Geschäfte, eine Bank, eine Lokalzeitung, das Alvarado Bulletin, zwei Schulen, ein Hotel, ein Opernhaus und einige kleine Fabriken. 1890 öffnete eine zweite Bank und die Bevölkerung verdoppelte sich auf 2000. In den nächsten Jahrzehnten stieg die Einwohnerzahl nur langsam an und 1988 waren es 4129 Einwohner. Durch Abwanderungen in die Industriestädte Cleburne und Dallas sank die Einwohnerzahl wieder auf 3288 im Jahr 2000.

## Demografische Daten
Nach der Volkszählung im Jahr 2000 lebten hier 3288 Menschen in 1151 Haushalten und 834 Familien. Die Bevölkerungsdichte betrug 325,5 Einwohner pro Quadratkilometer. Ethnisch betrachtet setzt sich die Bevölkerung zusammen aus 81,30 % weißer Bevölkerung, 7,15 % Afroamerikanern, 0,61 % amerikanischen Ureinwohnern, 0,43 % Asiaten, 0,00 % Bewohnern aus dem pazifischen Inselraum und 9,25 % aus anderen ethnischen Gruppen. Etwa 1,28 % stammen von zwei oder mehr Rassen ab und 18,46 % der Bevölkerung sind Hispanics.
Von den 1151 Haushalten hatten 37,6 % Kinder unter 18 Jahre, die im Haushalt lebten. 51,8 % davon waren verheiratete, zusammenlebende Paare. 13,6 % waren allein erziehende Mütter und 27,5 % waren keine Familien. 23,5 % aller Haushalte waren Singlehaushalte und in 11,3 % lebten Menschen, die 65 Jahre oder älter waren. Die Durchschnittshaushaltsgröße betrug 2,77 und die durchschnittliche Größe einer Familie 3,26 Personen.
29,6 % der Bevölkerung waren unter 18 Jahre alt, 9,0 % von 18 bis 24, 28,5 % von 25 bis 44, 20,2 % von 45 bis 64, und 12,7 % waren 65 Jahre oder älter. Das Durchschnittsalter betrug 32 Jahre. Auf 100 weibliche Personen aller Altersgruppen kamen 99,8 männliche Personen. Auf 100 Frauen im Alter von 18 Jahren und darüber kamen 93,2 Männer.

Das jährliche Durchschnittseinkommen eines Haushalts betrug 31.166 US-Dollar, das Durchschnittseinkommen einer Familie 36.471 US-Dollar. Männer hatten ein Durchschnittseinkommen von 30.690 US-Dollar gegenüber den Frauen mit 22.181 US-Dollar. Das Prokopfeinkommen betrug 14.476 US-Dollar. 14,1 % der Bevölkerung und 11,7 % der Familien lebten unterhalb der Armutsgrenze. Davon waren 15,5 % Kinder und Jugendliche unter 18 Jahren und 17,4 % waren 65 oder älter.

## Kriminalität
Die Kriminalitätsrate hat einen Index von 467,8 Punkte (US-Landesdurchschnitt: 329,7 Punkte).

2002 gab es 3 Vergewaltigungen, 1 Raubüberfall, 18 tätliche Angriffe auf Personen, 68 Einbrüche, 104 Diebstähle und 17 Autodiebstähle.

## Persönlichkeiten
- Terry Southern (1924–1995), Schriftsteller, Essayist, Drehbuchautor und Hochschullehrer.
- Justin Heath Smith, Pseudonym Austin Wolf  (* 1983), Pornodarsteller und Model